# A labdarúgó-világbajnokságok hivatalos dalai
Ez az oldal a labdarúgó-világbajnokságok hivatalos illetve nem hivatalos dalait gyűjti össze.

## Hivatalos dalok
| Világbajnokság                   | Ország           | Dal                                                           | Előadó(k)                                              | Szerző(k) / Producer(ek)                                                          |
| -------------------------------- | ---------------- | ------------------------------------------------------------- | ------------------------------------------------------ | --------------------------------------------------------------------------------- |
| 1962-es labdarúgó-világbajnokság | Chile            | "El Rock del Mundial"                                         | Los Ramblers                                           | Jorge Rojas Astorga                                                               |
| 1966-os labdarúgó-világbajnokság | Anglia           | "World Cup Willie (Where in this World are We Going)"         | Lonnie Donegan                                         |                                                                                   |
| 1970-es labdarúgó-világbajnokság | Mexikó           | "Fútbol México 70"                                            | Los Hermanos Zavala                                    |                                                                                   |
| 1974-es labdarúgó-világbajnokság | NSZK             | "Futbol"                                                      | Maryla Rodowicz                                        |                                                                                   |
| 1978-as labdarúgó-világbajnokság | Argentína        | "El Mundial"                                                  | Buenos Aires Philharmonic                              |                                                                                   |
| 1982-es labdarúgó-világbajnokság | Spanyolország    | "Mundial '82"                                                 | Plácido Domingo                                        |                                                                                   |
| 1986-os labdarúgó-világbajnokság | Mexikó           | "A Special Kind of Hero"                                      | Stephanie Lawrence                                     |                                                                                   |
| 1986-os labdarúgó-világbajnokság | Mexikó           | "El mundo unido por un balón"                                 | Juan Carlos Abara                                      |                                                                                   |
| 1990-es labdarúgó-világbajnokság | Olaszország      | "Un'estate italiana (To Be Number One)"                       | Edoardo Bennato Gianna Nannini Giorgio Moroder Project | Edoardo Bennato Giorgio Moroder Gianna Nannini Tom Whitlock                       |
| 1994-es labdarúgó-világbajnokság | Egyesült Államok | "We Are the Champions"                                        | Queen                                                  | Freddie Mercury                                                                   |
| 1994-es labdarúgó-világbajnokság | Egyesült Államok | "gloryland"                                                   | Daryl Hall & Sounds of Blackness                       | Charlie Skarbek & Rick Blaskey                                                    |
| 1998-as labdarúgó-világbajnokság | Franciaország    | "La Cour des Grands"                                          | Youssou N'Dour & Axelle Red                            |                                                                                   |
| 1998-as labdarúgó-világbajnokság | Franciaország    | "The Cup of Life / La Copa de la Vida"                        | Ricky Martin                                           | Desmond Child, Robi Rosa                                                          |
| 1998-as labdarúgó-világbajnokság | Franciaország    | "Together Now"                                                | Jean-Michel Jarre and Tetsuya Komuro                   | Jean-Michel Jarre (music) Tetsuya Komuro (music) Olivia Lufkin (lyrics and vocal) |
| 2002-es labdarúgó-világbajnokság | Dél-Korea, Japán | "Anthem"                                                      | Vangelis                                               | Vangelis Takkyu Ishino                                                            |
| 2002-es labdarúgó-világbajnokság | Dél-Korea, Japán | "Boom"                                                        | Anastacia                                              | Anastacia, Glen Ballard                                                           |
| 2006-os labdarúgó-világbajnokság | Németország      | "Celebrate the Day/Zeit Dass Sich Was Dreht"                  | Herbert Grönemeyer with Amadou & Mariam                |                                                                                   |
| 2006-os labdarúgó-világbajnokság | Németország      | "The Time of Our Lives"                                       | Il Divo with Toni Braxton                              | Jörgen Elofsson, Steve Mac                                                        |
| 2010-es labdarúgó-világbajnokság | Dél-Afrika       | "Sign of a Victory"                                           | R. Kelly with Soweto Spiritual Singers                 | R. Kelly                                                                          |
| 2010-es labdarúgó-világbajnokság | Dél-Afrika       | "Waka Waka (This Time For Africa)/Waka Waka (Esto es África)" | Shakira with Freshlyground                             | Shakira                                                                           |
| 2014-es labdarúgó-világbajnokság | Brazília         | "We Are One"                                                  | Pitbull & Jennifer Lopez & Claudia Leitte              |                                                                                   |
| 2018-as labdarúgó-világbajnokság | Oroszország      | "Live It Up"                                                  | Nicky Jam ft. Will Smith & Era Istrefi                 | Diplo                                                                             |
| 2022-es labdarúgó-világbajnokság | Katar            | "Hayya Hayya (Better Together)"                               | Trinidad Cardona Davido & AISHA                        | Davido Trinidad Cardona RedOne                                                    |
| 2022-es labdarúgó-világbajnokság | Katar            | "Arhbo"                                                       | Ozuna & GIMS                                           | RedOne Ozuna GIMS                                                                 |
| 2022-es labdarúgó-világbajnokság | Katar            | "Light The Sky"                                               | Nora Fatehi, Rahma Riad, Balqees, Manal & RedOne       | RedOne, Pat Devine, Adil Khayat, Kamikaz, Steph and Aditya Prateek Singh Sisodia  |
| 2022-es labdarúgó-világbajnokság | Katar            | "Tukoh Taka"                                                  | Nicki Minaj, Maluma & Myriam Fares                     |                                                                                   |
| 2022-es labdarúgó-világbajnokság | Katar            | "Dreamers"                                                    | Dzsongguk ft. Fahad Al Kubaisi                         | RedOne Mustapha El Ouardi Pat Devine Dzsongguk                                    |

## Nem hivatalos dalok
| Világbajnokság                   | Ország             | Dal                                             | Előadó(k)                                           | Szerző(k) / Producer(ek)                                                                                                 |
| -------------------------------- | ------------------ | ----------------------------------------------- | --------------------------------------------------- | --- |
| 1970-es labdarúgó-világbajnokság | Mexikó             | (BBC) "Mexico Grandstand"                       | Syd Lawrence                                        | Syd Lawrence |
| 1970-es labdarúgó-világbajnokság | Mexikó             | (ITV) "The World at their Feet"                 | John Shakespeare                                    | John Shakespeare |
| 1974-es labdarúgó-világbajnokság | Nyugat-Németország | (BBC) "Striker"                                 | The Anthony King Orchestra                          | Benson and Lewis |
| 1974-es labdarúgó-világbajnokság | Nyugat-Németország | (ITV) "Lap of Honour"                           | London Stadium Orchestra                            | |
| 1978-as labdarúgó-világbajnokság | Argentína          | (BBC) "Argentine Melody (Canción de Argentina)" | San Jose featuring Rodriguez Argentina (Rod Argent) | Andrew Lloyd Webber |
| 1978-as labdarúgó-világbajnokság | Argentína          | (ITV) "Action Argentina"                        | South Bank Team                                     | |
| 1982-es labdarúgó-világbajnokság | Spanyolország      | (BBC) "Jellicle Ball"                           | Royal Filharmonikus Zenekar                         | Andrew Lloyd Webber |
| 1982-es labdarúgó-világbajnokság | Spanyolország      | (ITV) "Matador"                                 | Jeff Wayne                                          | Jeff Wayne |
| 1986-os labdarúgó-világbajnokság | Mexikó             | (BBC) "Aztec Lightning"                         | Heads                                               | |
| 1986-os labdarúgó-világbajnokság | Mexikó             | (ITV) "Aztec Gold"                              | Silsoe                                              | Rod Argent |
| 1990-es labdarúgó-világbajnokság | Olaszország        | (BBC) "Nessun dorma"                            | Luciano Pavarotti                                   | Giacomo Puccini |
| 1990-es labdarúgó-világbajnokság | Olaszország        | (ITV) "Tutti al Mondo"                          | Rod Argent and Peter Van Hooke                      | |
| 1994-es labdarúgó-világbajnokság | Egyesült Államok   | (BBC) "America"                                 | Leonard Bernstein                                   | |
| 1994-es labdarúgó-világbajnokság | Egyesült Államok   | (ITV) "Gloryland" (instrumental)                | Glory                                               | Traditional |
| 1998-as labdarúgó-világbajnokság | Franciaország      | (BBC) "Pavane"                                  | Fauré                                               | |
| 1998-as labdarúgó-világbajnokság | Franciaország      | (ITV) "Rendez-Vous"                             | Jean-Michel Jarre and Apollo 440                    | |
| 2002-es labdarúgó-világbajnokság | Dél-Korea, Japán   | (BBC) "Tarantula"                               | Faithless                                           | |
| 2002-es labdarúgó-világbajnokság | Dél-Korea, Japán   | (ITV) "One Fine Day"                            | Opera Babes                                         | |
| 2006-os labdarúgó-világbajnokság | Németország        | (BBC) "Sports Prepare"                          | Carl Davis                                          | |
| 2006-os labdarúgó-világbajnokság | Németország        | (ITV) "Heroes"                                  | Kasabian                                            | |
| 2010-es labdarúgó-világbajnokság | Dél-Afrika         | (Coca-Cola) "Wavin' Flag"                       | K'naan                                              | Keinan Abdi Warsame, Peter Hernandez, Philip Lawrence, Jean Daval                                                        |
| 2014-es labdarúgó-világbajnokság | Brazília           | (Coca-Cola) "The World Is Ours"                 | David Correy                                        | |
| 2018-as labdarúgó-világbajnokság | Oroszország        | (Coca-Cola) "Colors"                            | Jason Derulo                                        | |
| 2022-es labdarúgó-világbajnokság | Katar              | (Budweiser) "The World Is Yours To Take"        | Tears for Fears és Lil Baby                         | Roland Orzabal Ian Stanley Chris Hughes,Dominique Jones Kevin Andre Price Jacquez Lowe Jordan Holt-May, Joshua I. Parker |
| 2022-es labdarúgó-világbajnokság | Katar              | (Hyundai) "Yet to Come"                         | BTS                                                 | Dan Gleyzer J-Hope Max Pdogg RM Suga                                                                                     |
| 2022-es labdarúgó-világbajnokság | Katar              | (Qatar Airways) "C.H.A.M.P.I.O.N.S"             | DJ Rodge, Cheb Khaled                               | |
| 2022-es labdarúgó-világbajnokság | Katar              | (Coca-Cola) "A Kind of Magic                    | Danna Paola, Felukah, Tamtam                        | Roger Taylor David Richards                                                                                              |

## Lásd még
- 1994 – Gloryland
- 1998 – Music of the World Cup: Allez! Ola! Ole!
- 2002 – The Official Album of the 2002 FIFA World Cup
- 2006 – Voices from the FIFA World Cup
- 2010 – Listen Up! The Official 2010 FIFA World Cup Album
- 2014 – One Love, One Rhythm – The 2014 FIFA World Cup Official Album
- 2018 – Kiadatlan
- 2022 – FIFA World Cup Qatar 2022 Official Soundtrack

## Fordítás
- Ez a szócikk részben vagy egészben  a   FIFA World Cup official songs című angol Wikipédia-szócikk fordításán alapul.  Az eredeti cikk szerkesztőit annak laptörténete sorolja fel. Ez a jelzés csupán a megfogalmazás eredetét és a szerzői jogokat jelzi, nem szolgál a cikkben szereplő információk forrásmegjelöléseként.